# Chapelle Sainte-Marie de Chalamera
Pour les articles homonymes, voir Chapelle Sainte-Marie.
La chapelle Sainte-Marie est une chapelle romane située à Chalamera (province de Huesca, communauté autonome d'Aragon, Espagne), à mi-chemin entre Chalamera et Alcolea de Cinca, près du confluent entre les rivières Cinca et Alcanadre. 
C'était autrefois un prieuré situé sur le chemin de Saint-Jacques de Compostelle, sur la branche venant de Catalogne et se dirigeant vers Sigena, en Aragon. Elle est mentionnée dans des sources écrites dès avant la conquête chrétienne, et existait donc vraisemblablement avant le XIe siècle. L'édifice qui subsiste aujourd'hui a été construit pour l'essentiel par les templiers de Monzón à la fin du XIIe siècle. 
Son plan est en croix latine, avec une nef unique à trois travées et abside triple. La porte principale s'ouvre au pied de la nef, elle comporte six archivoltes soutenues par six paires de colonnes à chapiteaux, ornés de figures humaines et animales représentant des thèmes bibliques et symboliques. La porte est surmontée d'une fenêtre en plein cintre. L'autre porte s'ouvre sur le transept, et devait mener au cloître au temps où la chapelle était intégrée à un ensemble architectural plus large.  À l'intérieur se trouve un sarcophage wisigoth décoré de palmiers et d'ananas.

## Galerie
|                  |
| Porte principale |

|                                              |
| Porte principale : chapiteaux du côté gauche |

|                                             |
| Porte principale : chapiteaux du côté droit |

|                                    |
| Tombe extérieure et porte latérale |